# Eutiche
Eutiche (in greco antico: Εὐτύχης?, Eutýchēs; Costantinopoli, 378 – dopo il 454) è stato un teologo e monaco cristiano bizantino; archimandrìta di un convento di Costantinopoli, è considerato il fondatore del monofisismo, teoria secondo la quale nell'unica persona di Gesù, dopo l'incarnazione, vi è una sola natura (physis), quella divina.

## Biografia

### L'uomo e la dottrina
Della prima fase della vita di Eutiche non si hanno molte informazioni. Fu discepolo di un tale Massimo. Diventato presto monaco, fu ordinato sacerdote. Ammirato per la sua pietà, fu eletto archimandrita di un convento nei pressi di Costantinopoli. Un suo discepolo, l'eunuco Crisafio, divenne ministro dell'imperatore Teodosio II. Per questo motivo Eutiche godette di grande stima alla corte di Costantinopoli. Eutiche cominciò ad essere citato nei documenti dell'epoca in tarda età, alla veneranda età di settant'anni.
Anti-nestoriano convinto, agli inizi degli anni 440 entrò in dura polemica contro le idee nestoriane. Nonostante il loro propugnatore vivesse in esilio dal 435, il nestorianesimo (l'eresia secondo la quale in Cristo la persona umana e la persona divina sono nettamente distinte) continuava a diffondersi in molti ambienti.
Sostenitore dell'insegnamento del Patriarca di Alessandria Cirillo, approvato solennemente al Concilio di Efeso nel 431, Eutiche radicalizzò ulteriormente la divinità del Cristo fino a darle un ruolo totalmente predominante sull'umanità, affermando che dopo l'unione di Dio con la natura umana (l'incarnazione) fosse prevalsa la natura divina. Ciò equivaleva però a dissolvere la natura ipostatica propugnata ad Efeso.

### Lo scontro con Flaviano

#### Il Sinodo di Costantinopoli (448) e ilLatrocinium Ephesi
L'estremismo teologico di Eutiche era profondamente inviso al Patriarca di Costantinopoli Flaviano, a causa dell'influenza religiosa che il monaco esercitava nella corte imperiale grazie alla presenza di Crisafio. L'8 novembre 448 Flaviano tentò di mettere a tacere Eutiche, riunendo il Sinodo permanente a Costantinopoli; il 22 novembre 30 vescovi e 24 archimandriti sottoscrissero la condanna delle sue proposizioni teologiche.
Il vecchio archimandrita, messo alle strette anche da Eusebio, vescovo di Dorileo, decise di ricorrere direttamente a Teodosio II, vicino alle posizioni eutichiane grazie anche all'influenza che su costui aveva il patriarca di Alessandria, Dioscoro. L'imperatore ordinò la revisione del processo a Eutiche: una prima sentenza fu emanata da un nuovo Sinodo, riunito il 13 aprile 449 a Costantinopoli, ma 34 vescovi confermarono il giudizio negativo; un nuovo consiglio si tenne il 27 aprile seguente, con lo stesso risultato di condanna per Eutiche.
Nonostante ciò, su richiesta di Dioscoro, l'8 agosto 449 l'Imperatore Teodosio II convocò ad Efeso un Concilio ecumenico per «far rispettare la vera fede, custode e sostegno dell'unità del suo impero». Il Concilio non solo riabilitò Eutiche e i monofisiti, ma costrinse Flaviano a dimettersi da Patriarca.

### Calcedonia e la fine di Eutiche
Alla morte dell'imperatore Teodosio nel 450, gli ortodossi ottennero dall'imperatrice Pulcheria, poi canonizzata, la convocazione di un nuovo Concilio ecumenico che si tenne a Calcedonia nell'ottobre del 451. A Calcedonia il monofisismo venne condannato e l'imperatore Marciano fece esiliare sia Dioscoro, che morì nel 454, che Eutiche. Il concilio stabilì che in Cristo esistono due nature (dyo physeis) dopo l'Incarnazione, e una sola persona (prosopon) e sostanza (ypostasis).
La controversia monofisita sfociò nello scisma acaciano.

## Eutiche nella letteratura ortodossa e cattolica
- Papa Leone I lo definì «pensatore confuso e poco abile»[7][12];
- Pierre Thomas Camelot, parlando del dialogo Eranistes di Teodoreto di Cirro (447), afferma che dietro il personaggio del "mendicante" potrebbe nascondersi la figura di Eutiche[13]:

(Teodoreto, Eranistes, citato in P.T. Camelot, Efeso e Calcedonia, cit., p.83)